# پیست اسکی آبعلی

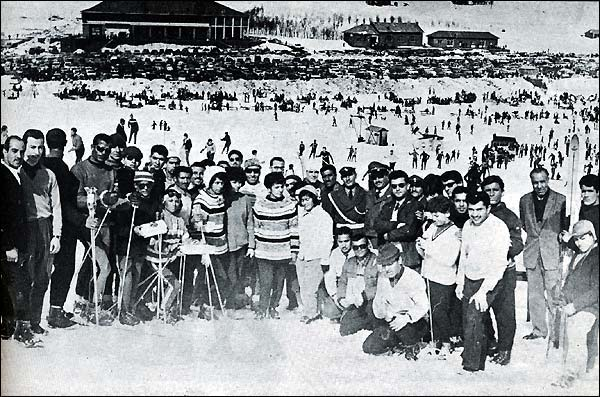
پیست اسکی آبعلی، سال ۱۹۶۱ میلادی.

پیست اسکی آبعَلی یکی از پیست‌های اسکی ایران واقع در استان تهران است. در واقع قدیمی‌ترین پیست اسکی ایران است.
این پیست که در نزدیکی شهر آبعلی در ۵۷ کیلومتری تهران و در جاده هراز واقع است، شامل پنج پیست اسکی‌بازی است که هر کدام از آن‌ها از امکاناتی مانند تله‌کابین و تله‌اسکی برخوردارند.

## امکانات
- زمین‌های تنیس، سوارکاری، پرش و کایت،
- هتل، سه رستوران، محل کمک‌های پزشکی.